# Slovenska popevka 1968
Slovenska popevka 1968 je potekala 14. junija v ljubljanski Hali Tivoli. Na natečaj se je prijavilo 73 pesmi, izmed katerih jih je strokovna žirija (Janez Martinc, Urban Koder, Milan Ferlež, Djuro Penzeš in France Vurnik) izbrala dvajset, ki so se predstavile na samem festivalu. Prireditev sta povezovala voditelja TV Dnevnika Marija Velkavrh in Borut Mencinger. Pevce je pri nekaterih izvedbah spremljal vokalni ansambel, kar do tedaj na Slovenski popevki ni bilo v navadi.

## Nastopajoči
| #   | Izvajalec       | Naslov pesmi           | Avtor glasbe   | Avtor besedila  | Avtor aranžmaja |
| --- | --------------- | ---------------------- | -------------- | --------------- | --------------- |
| 1.  | Saša Pirc       | Premlada si še         | Saša Pirc      | Rudi Leban      | Milan Mihelič   |
| 2.  | Alenka Pinterič | Daleč nekje            | Igor Habbe     | Peter Ajdič     | Jože Privšek    |
| 3.  | Jožica Svete    | Zgodba o ščipu         | Pavel Mihelčič | Borut Finžgar   | Bojan Adamič    |
| 4.  | Edvin Fliser    | Tam, kjer sem doma     | Jože Privšek   | Miroslav Košuta | Jože Privšek    |
| 5.  | Irena Kohont    | Fant iz naše ulice     | Mojmir Sepe    | Smiljan Rozman  | Mojmir Sepe     |
| 6.  | Elda Viler      | Čas beži kakor dim     | Ati Soss       | Elza Budau      | Ati Soss        |
| 7.  | Bele vrane      | Presenečenja           | Jure Robežnik  | Dušan Velkaverh | Jure Robežnik   |
| 8.  | Lado Leskovar   | Vse je bežno           | Vinko Šimek    | Adela Šimek     | Bojan Adamič    |
| 9.  | Marjana Deržaj  | Ptičje strašilo        | Mojmir Sepe    | Elza Budau      | Mojmir Sepe     |
| 10. | Berta Ambrož    | Veter nosi moj pozdrav | Borut Lesjak   | Elza Budau      | Borut Lesjak    |
| 11. | Nino Robič      | Bohem                  | Ferry Horvat   | Dušan Velkaverh | Jože Privšek    |
| 12. | Karel Arhar     | Ko bi vsi ljudje       | Boris Kovačič  | Branko Šömen    | Mojmir Sepe     |
| 13. | Lidija Kodrič   | Svet v cvetju          | Saša Pirc      | Rudi Leban      | Jure Robežnik   |
| 14. | Bojan Kodrić    | Žalost pride za mano   | Ati Soss       | Miroslav Košuta | Ati Soss        |
| 15. | Bor Gostiša     | Vizija prihodnosti     | Peter Ajdič    | Peter Ajdič     | Jure Robežnik   |
| 16. | Marjana Deržaj  | Cvet v laseh           | Jože Privšek   | Miroslav Košuta | Jože Privšek    |
| 17. | Lado Leskovar   | Zgodba o puški št. 503 | Jure Robežnik  | Smiljan Rozman  | Jure Robežnik   |
| 18. | Metka Štok      | Zlata trobenta         | Ati Soss       | Miroslav Košuta | Ati Soss        |
| 19. | Edvin Fliser    | Zgodovina moje žalosti | Mojmir Sepe    | Dušan Velkaverh | Mojmir Sepe     |
| 20. | Alenka Pinterič | Hanibal                | Jože Privšek   | Miroslav Košuta | Jože Privšek    |

## Seznam nagrajencev
Nagrade občinstva
- 1. nagrada: Presenečenja Jureta Robežnika (glasba) in Dušana Velkaverha (besedilo) v izvedbi skupine Bele vrane
- 2. nagrada: Ptičje strašilo Mojmirja Sepeta (glasba) in Elze Budau (besedilo) v izvedbi Marjane Deržaj
- 3. nagrada: Tam, kjer sem doma Jožeta Privška (glasba) in Miroslava Košute (besedilo) v izvedbi Edvina Fliserja

Glasovalo je pet skupin poslušalcev, zbranih v redakcijah Večera, Radia Koper, Stopa, Dnevnika in Mladine. Slavile so Bele vrane z 22 točkami, drugouvrščena Marjana Deržaj je prejela 20 točk, Edvin Fliser pa 14.
Nagrada strokovne žirije
- Presenečenja Jureta Robežnika (glasba) in Dušana Velkaverha (besedilo) v izvedbi skupine Bele vrane
- Zgodba o ščipu Pavla Mihelčiča (glasba) in Boruta Finžgarja (besedilo) v izvedbi Jožice Svete

Nagrada za aranžma
- Ati Soss za pesem Čas beži kakor dim
- Mojmir Sepe za pesem Fant iz naše ulice

Nagrada za besedilo
- Smiljan Rozman za pesem Fant iz naše ulice

Nagradi za debitante
- Bele vrane
- Edvin Fliser